# Вага (коммуна)
Вага (фар. Vága, ˈvɔaːʋa; дат. Våga) — коммуна на западе Фарерских островов в регионе Воар. В 2020 году в коммуне на 1028 км² проживало 2140 человек.

## Характеристика
Коммуна расположена в восточной части острова Воар, от которого и происходит её название. В состав коммуны Вага входят поселения Мивоавур, Сандавоавур и Ватнсойрар, а также заброшенная деревня Слаттанес.
Коммуна Вага была создана 1 января 2009 года путем слияния двух коммун — Мивоавур (вместе с городами Мивоавур и Ватнсойрар) и Сандавоавур (включая город Сандавоавур). Ранее на этих землях уже была коммуна, которая также носила название Вага. Эта коммуна была образована из церковного округа Вага в 1911 году, а уже в 1915 году разделена на коммуны Мивоавур, Сандавоавур, Сёрвоавур и Бёвур.

## Галерея

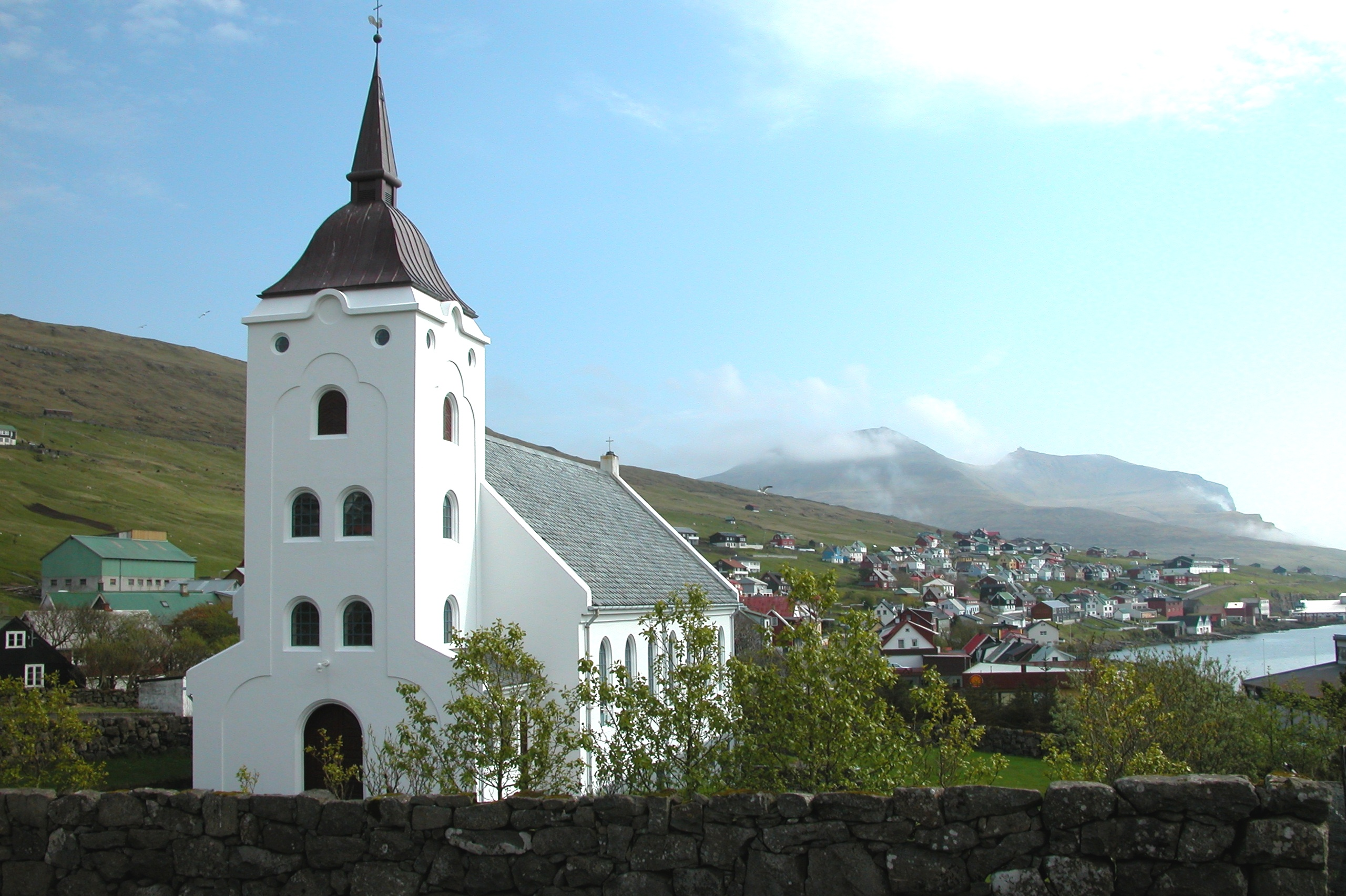
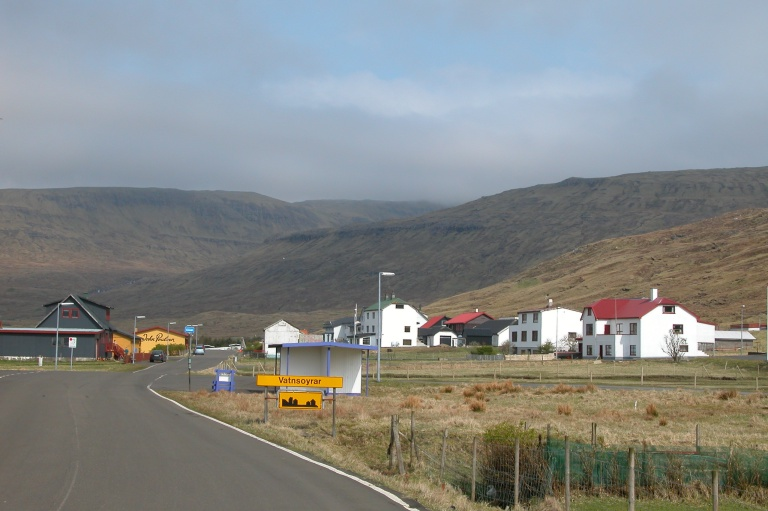
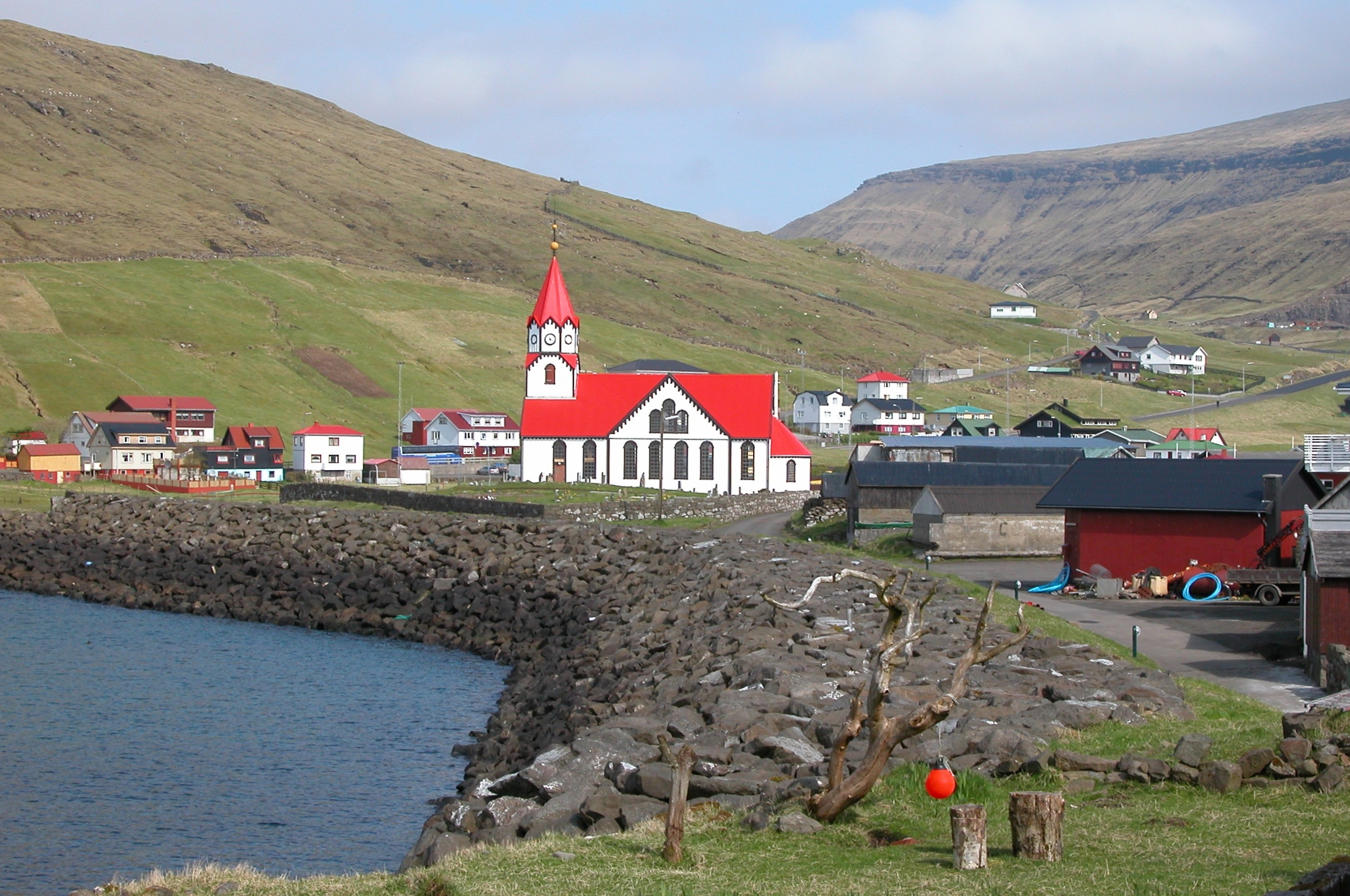
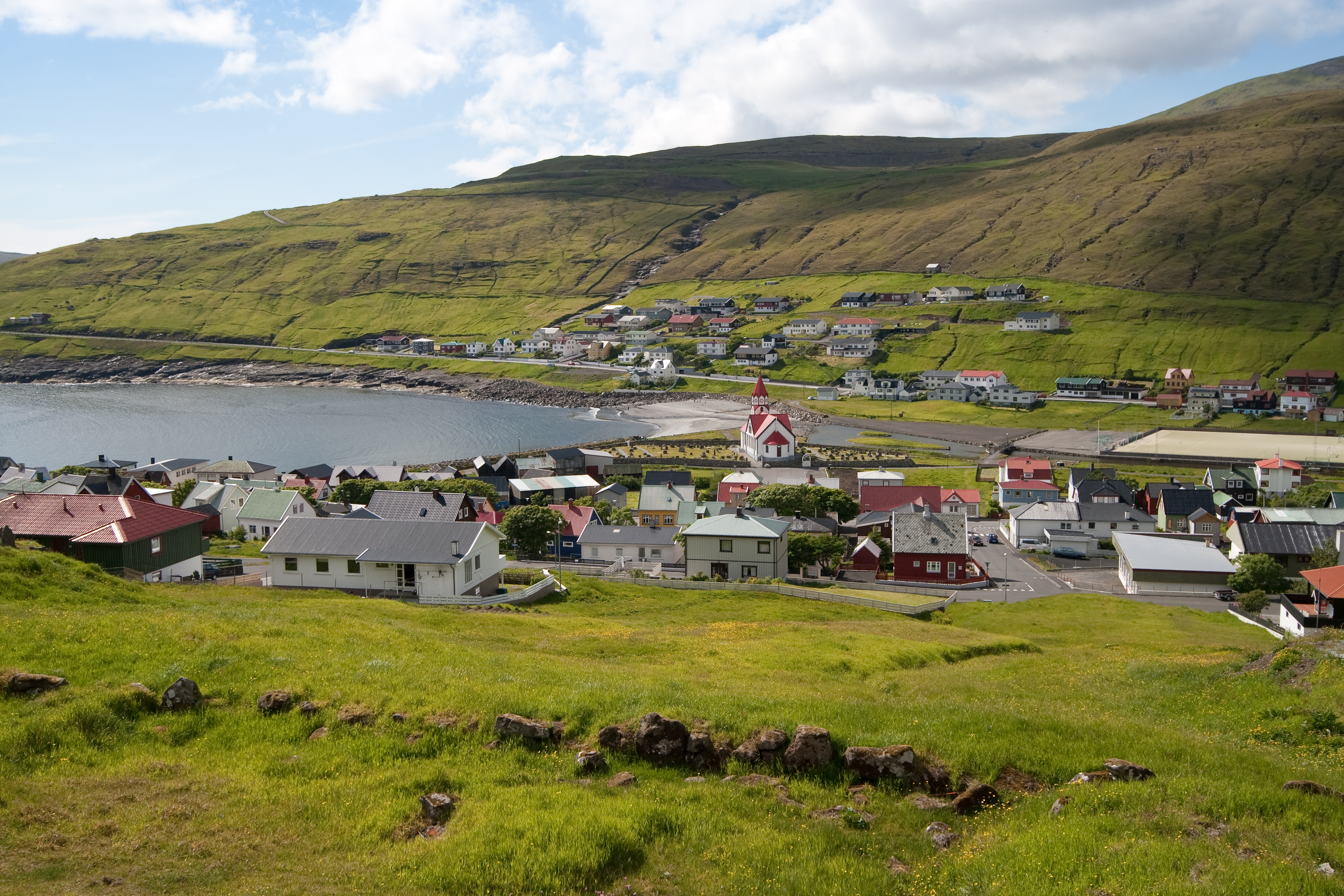
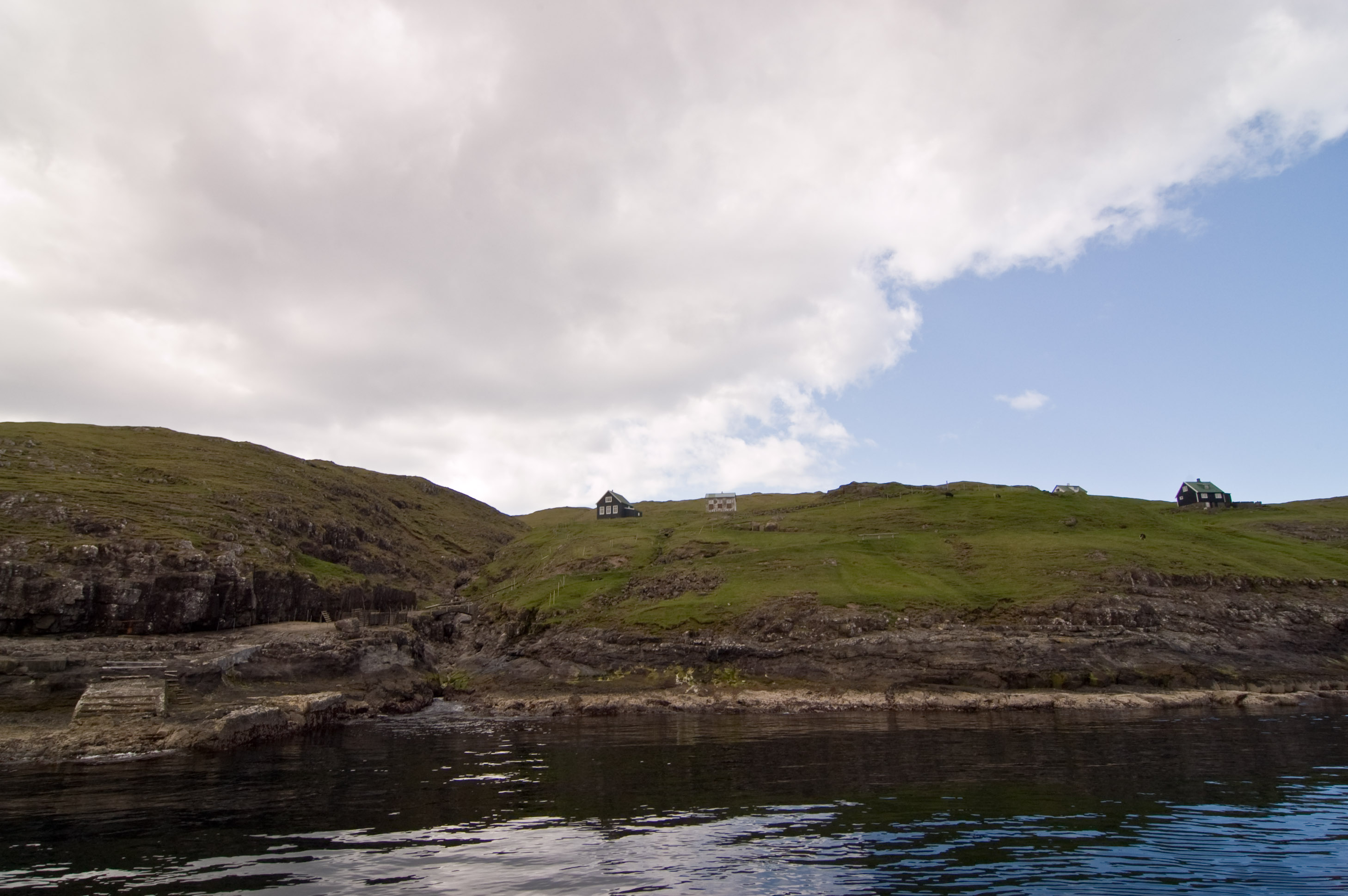